# خشخاش شرقی
خشخاش زینتی (Papaver orientale) گیاه گل‌دار چندساله‌ای از تیرهٔ کوکناریان و بومی قفقاز، شمال‌شرقی ترکیه و شمال ایران است.
نوع وحشی این گل رنگ طبیعی نارنجی سرخ‌گون درخشان دارد ولی از اواخر سدهٔ نوزدهم با پرورش انتخابی در باغ‌ها نژادهای مختلفی از این گل ایجاد شده که رنگ‌های متفاوتی از سفید روشن با لکه‌های سیاه بادنجانی تا انواع صورتی و شاه بلوطی تیره دارند.